# Enrico Alleva
Enrico Alleva (nascut el 16 d'agost de 1953 a Roma, Itàlia) és un etòleg italià i president de la Societat Italiana d'Etòlogia des de l'any 2008.
Després d'obtenir la seva llicenciatura en ciències biològiques a la Universitat de Roma (1975) es va especialitzar en comportament animal a la Universitat de Pisa i l'any 1990 va ser nomenat director de la secció de neurociències conductuals del Istituto Superiore di Sanità (Roma). La Web of Science enumera més de 250 articles d'ell que s'han citat gairebé 5000 vegades
Ha escrit els llibres: Il tacchino termostatico (Theoria, 1990), Consigli a un giovane etologo (Theoria, 1994, amb Nicoletta Tiliacos), i La mente animale (Einaudi, 2008).